# Кочергин, Эдуард Степанович
Эдуа́рд Степа́нович Кочерги́н (род. 22 сентября 1937, Ленинград) — советский и российский театральный художник, писатель. Главный художник БДТ им. Г. А. Товстоногова с 1972 года
Академик АХ СССР (1991; член-корреспондент 1988). Народный художник РСФСР (1988). Лауреат двух Государственных премий СССР (1978, 1984) и Государственной премии РФ (2001).

## Биография
Родители были репрессированы в Ленинграде. Во время войны эвакуирован c детдомом в Сибирь. До 1953 года скитался по России, потом вернулся в Ленинград, к выпущенной из мест заключения матери.
В 1960 году окончил Ленинградский театральный институт имени А. Н. Островского (постановочный факультет, курс Н. П. Акимова). Работал в Малом театре оперы и балета помощником заведующего художественно-декорационными мастерскими, художником Живописно-скульптурного комбината, затем художником Комбината графических работ Художественного фонда РСФСР.
С 1963 по 1966 год Кочергин — главный художник Ленинградского театра драмы и комедии (ныне Театр на Литейном), с 1966 по 1972 год — главный художник Театра имени Веры Комиссаржевской. С 1972-го является главным художником Большого драматического театра имени М. Горького (с 1992 года имени Г. А. Товстоногова).

## Достижения вне театра
С 1984 года работал доцентом кафедры живописи Института живописи, скульптуры и архитектуры им. И. Е. Репина Академии художеств СССР (Ленинград), где одновременно руководил мастерской театрально-декорационного искусства на факультете живописи.
В 1987 году присвоено звание народного художника РСФСР.
В 1988 году избран членом-корреспондентом, а в 1991 году — действительным членом Академии художеств СССР.
К 70-летию художника в Мраморном дворце Санкт-Петербурга прошла ретроспективная выставка «Эдуард Кочергин. Сценография».
В 2017 году в Государственном Эрмитаже открылась выставка «Кочергин. Избранное», посвящённая восьмидесятилетию художника.

## Школа Кочергина
В 1968 году Кочергин впервые набрал собственный курс в Ленинградском государственном институте театра, музыки и кинематографии (ЛГИТМиК), преподавать в котором начал в 1966 году. Среди выпускников этого легендарного курса (1974) заслуженный художник РФ, лауреат государственной и многих театральных премий Александр Орлов, лауреаты театральных премий Ирина Чередникова, Ольга Земцова, Валерий Викторов, художник-постановщик многих работ в рекламе и кино известного режиссёра и продюсера Тимура Бекмамбетова (реклама банка «Империал», фильмы «Ночной дозор», «Ирония судьбы. Продолжение», «Ёлки»).
В качестве руководителя мастерской театрально-декорационного искусства на факультете живописи (с 1983 года) Кочергин воспитал плеяду российских театральных художников — выпускников Института живописи, скульптуры и архитектуры им. И. Е. Репина (Санкт-Петербургской Академии художеств им. Ильи Репина).
Среди известных учеников Кочергина, наряду с выпускниками первой мастерской ЛГИТМиК (1974), отмечают заслуженного художника РФ Михаила Мокрова, лауреатов театральных премий Олега Головко, Николая Слободяника, Александра Мохова, Марию Лукка, Фемистокла Атмадзаса, Михаила Бархина, Ивана Совлачкова.
С 2009 года и по настоящее время Кочергин преподаёт в Российском государственном институте сценических искусств (Санкт-Петербург), является профессором Кафедры сценографии и сценического костюма.

## Книги
В книгах Кочергина на основе личного опыта отражены некоторые стороны жизни в Ленинграде и СССР во второй половине XX века и немного раньше. В его произведениях прослеживаются две основные темы. Первая из них — описанная с пониманием и сочувствием жизнь обездоленных в тяжёлое военное и первое послевоенное время, как сохранивших достоинство (репрессированные, включая детей врагов народа), так и ведших асоциальный образ жизни городских низов (спившиеся инвалиды, в том числе инвалиды войны; осиротевшие девочки, вынужденные зарабатывать проституцией и др.) (книги «Ангелова кукла», «Крещенные крестами», «Завирухи Шишова переулка»). Вторая тема — изображенная с юмором жизнь художественной интеллигенции Ленинграда, в частности — театральных коллективов, где работал художник («Записки Планшетной крысы»). «Радио России — Санкт-Петербург» неоднократно транслировало литературные чтения книг Кочергина. В БДТ по книге «Крещенные крестами» поставлен спектакль (снят с репертуара) — лауреат премий «Театрал» (за лучший спектакль), «Золотой софит» (за лучший актерский ансамбль), «Прорыв» (за лучший актерский ансамбль), лонг-лист премии «Золотая маска» по итогам сезона 2015/2016. Премьера состоялась 5 ноября 2015 года, последний показ прошел 6 февраля 2025 года. В настоящее время режиссер Андрей Могучий работает над спектаклем по книге Кочергина «Завирухи Шишова переулка».
- Ангелова кукла: Рассказы рисовального человека. — СПб.: Изд-во Ивана Лимбаха, 2003 (переизд.: 2007, 2008); СПб.: Вита Нова, 2011 (переизд.: 2013, 2016)[12]
- Крещённые крестами: Записки на коленках. — СПб.: Вита Нова, 2009 (переизд.: 2011, 2013, 2017)
- Записки Планшетной крысы. — СПб.: Вита Нова, 2013
- Завирухи Шишова переулка: Василеостровские притчи. — СПб.: Вита Нова, 2015
- Категории композиции. Категории цвета. — СПб.: Вита Нова, 2016 (переизд.: 2017, 2019). — 160 с. — 1200 экз. — ISBN 978-5-93898-588-9.
- Россия, кто здесь крайний? — СПб.: Вита Нова, 2017, 238 стр., 3000 экз.
- Дети моста Лейтенанта Шмидта. — СПб.: Вита Нова, 2021. — 240 с. — 2000 экз. — ISBN 978-5-93898-760-9.
- Житие Лидки Петроградской. — СПб.: Вита Нова, 2022. — 264 с. — 2000 экз. — ISBN 978-5-93898-791-3.

## Награды и звания
- Орден «За заслуги перед Отечеством» III степени (21 февраля 2008) — за большой вклад в развитие отечественного театрального искусства и многолетнюю творческую деятельность[13]
- Орден «За заслуги перед Отечеством» IV степени (13 февраля 2004) — за большой вклад в развитие отечественного театрального искусства[14][15]
- Орден «За заслуги в культуре и искусстве» (27 июня 2023) — за большой вклад в развитие отечественной культуры и искусства, многолетнюю плодотворную деятельность[16]
- Орден Почёта (26 марта 2018) — за большой вклад в развитие культуры, искусства и средств массовой информации, многолетнюю плодотворную деятельность[17]
- Народный художник РСФСР (1987)
- Заслуженный деятель искусств РСФСР (1978)
- Офицер ордена Заслуг перед Республикой Польша (31 июля 2013, Польша)[18][19]
- Почётный знак «За заслуги перед Санкт-Петербургом» (25 сентября 2017)[20]

## Премии
- Лауреат премии «Золотой софит» «За выдающийся вклад в театральную культуру Санкт-Петербурга» (2022)[21]
- Лауреат Платоновской премии «за многогранность и достоинство», 2019 г.
- Международная премия «Балтийская звезда» (2017)[22].
- Лауреат премии имени Николая Рериха за 2013 год[23] Лауреат премии имени Николая Рериха за 2013 год[23]
- Лауреат премии им. Сергея Довлатова «За достижения в современной отечественной прозе» (2011)[24]
- Лауреат премии «Национальный бестселлер» (2010)
- Государственная премия Российской Федерации в области литературы и искусства 2000 года (6 июня 2001) — за оформление спектакля «Аркадия» Т. Стоппарда[25]
- Государственная премия СССР (1978) — за оформление спектакля «Тихий Дон» по М. Шолохову
- Государственная премия СССР (1984) — за оформление спектаклей «Царь Фёдор Иоанович», «Смерть Иоанна Грозного», «Царь Борис» А. Толстой
- Серебряная медаль Международной триеннале сценографии и костюма в Нови-Саде (Югославия, 1975 — за макет к спектаклю «Монолог о браке» Э. Радзинского
- Золотая медаль Международной триеннале сценографии и костюма в Нови-Саде (Югославия, 1978 — за декорации к спектаклю «История лошади» в БДТ им. М. Горького
- Серебряная медаль Международной квадриеннале сценографии и костюма в Праге (Чехословакия, 1979) — за макеты к спектаклям «Возвращение на круги своя» И. Друце и «Ревизская сказка» по Н. Гоголю
- Премия «Золотая Трига» Международной квадриеннале сценографии и костюма (Прага, Чехословакия, 1976)